# National Resistance Movement
De National Resistance Movement (NRM, Swahili: Harakati za Upinzani za Kitaifa, Nederlands: Nationale Verzetsbeweging) is een politieke organisatie in Oeganda die werd opgericht door Yoweri Museveni. Sinds 1986 is de NRM ononderbroken aan de macht. Formeel is de NRM een politieke beweging en geen politieke partij, ook al heeft het alle kenmerken van een politieke partij.

## Geschiedenis
In juni 1981 fuseerden twee guerrillabewegingen, de Popular Resistance Army van Museveni en de Uganda Freedom Fighters van oud-president Yusuf Lule tot de National Resistance Army (NRA). De NRA voerde tijdens de bush-oorlog een gewapende strijd tegen de centrale regering in Kampala. In januari 1986 werd door de NRA de hoofdstad veroverd en werd Museveni op 29 januari van dat jaar aangesteld als president van Oeganda.
De in 1986 opgerichte politieke tak van de NRA, de National Resistance Movement werd opgericht om de bevolking te groeperen rond het nieuwe regime. Museveni maakte van Oeganda een geenpartijendemocratie, wat betekende dat mensen zich op persoonlijke titel konden kandideren voor een zetel in het parlement. Hiermee onderscheidde Oeganda zich van andere Afrikaanse landen die in die tijd een eenpartijstelsel of een meerpartijenstelsel kenden. Politieke partijen werden echter niet verboden, maar konden in feite geen activiteiten ontplooien. De NRM vervulde de rol van massaorganisatie om het regime en het partijloze regime van Museveni te ondersteunen. In 1995 werd de rol van de NRM ook grondwettelijk vastgelegd. Desondanks werden er kandidaten in het parlement gekozen en opgenomen in de regering waarvan men wist dat zij lid waren van een politieke partij. Omdat zij echter op eigen titel zitting hadden in parlement of regering werd dit niet bezwaarlijk geacht. In een referendum in 2005 sprak een meerderheid van de bevolking zich uit voor de instelling van een partijenstelsel. De NRM nam vanaf dat moment de rol in van een politieke partij. Bij de verkiezingen van 2006, 2011 en 2016 behaalde de NRM steeds de absolute meerderheid in het parlement.

## Ideologie

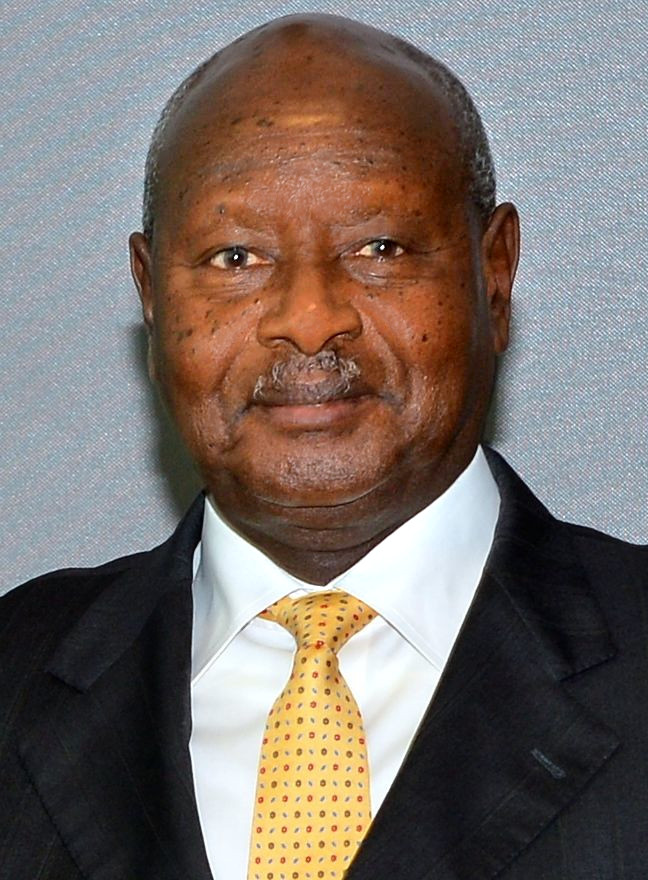
President Yoweri Museveni (*1944)

Naar eigen zeggen is de NRM een sociaaldemocratische bevrijdingsbeweging en massaorganisatie. De NRM streeft naar panafrikanisme, een vrije markteconomie en nationalisme. Ondanks de maoïstische beginjaren en nog steeds aanwezige maoïstische retoriek is de partij voorstander van een liberale economie waarbij het bedrijfsleven alle ruimte krijgt. Museveni werd in de jaren '90 in het westen gezien als een van Afrika's "nieuwe leiders" en kan het land vanwege de open economie rekenen op ontwikkelingshulp vanuit Europa en Verenigde Staten van Amerika. De partij richt vooral op de ontwikkeling van klein- en middenbedrijven. Op sociaal-cultureel vlak is de beweging conservatief, zo is homoseksualiteit strafbaar gesteld (2014). Vanwege de strafbaarstelling van homoseksualiteit is financiële steun voor het regime van Museveni afgenomen, maar inmiddels is de Volksrepubliek China met haar beleid van non-interventie in interne aangelegenheden van een land nu de belangrijkste financiële donor van Oeganda geworden. Sinds 1986 onderhoudt de regering van Museveni overigens al nauwe betrekking met China.
Hoewel de NRM formeel een seculiere partij is, zijn de redevoeringen van Museveni vaak doorspekt met verwijzingen naar de Heilige Schrift.

## Zetelverdeling
| Zetelverdeling Parlement van Oeganda | Zetelverdeling Parlement van Oeganda | Zetelverdeling Parlement van Oeganda | Zetelverdeling Parlement van Oeganda |
| jaar                                 | %                                    | zetels                               | totaal                               |
| ------------------------------------ | ------------------------------------ | ------------------------------------ | ------------------------------------ |
| 2006                                 | 59,26                                | 216                                  | 319                                  |
| 2011                                 | 68,38                                | 263                                  | 375                                  |
| 2016                                 | 60,62                                | 293                                  | 426                                  |

## Verwijzingen
1. ↑  Red. Jaarboek Grote Oosthoek: De Grote Oosthoek Jaarboek De Wereld in 1995, Uitgeversmij. Bonaventura / Kluwer Editorial / Uitgeverij Het Spectrum 1995, p. 231
2. ↑  The Guardian: Ugandans vote for multi-party state 30 juli 2005
3. ↑  NRM: Our History. Gearchiveerd op 31 oktober 2020. Geraadpleegd op 17 oktober 2020.
4. ↑  NRM Manifesto 2016-2021[dode link] (pdf)
5. ↑  nrm.ug: President Yoweri Museveni's acrticle on elections[dode link]
6. ↑  Uganda Media Centre: “Chairman Mao Liberated China by Clarity of thought and Strategy” – 
 28 juni 2019
7. ↑  Liberale keerzijde van het beleid van de NRM is dat er in de jaren negentig op grote schaal condooms werden uitgedeeld aan de bevolking en middels seksuele voorlichting het aantal personen met HIV/Aids nog altijd laag is in Oeganda.
8. ↑  Council on Foreign Relations: How Will China React to Uganda’s Looming Debt Crisis? 5 november 2019
9. ↑  xinhuanet.com: Spotlight: 2019, fruitful year for China-Uganda ties 10 december 2019